# Vertumno

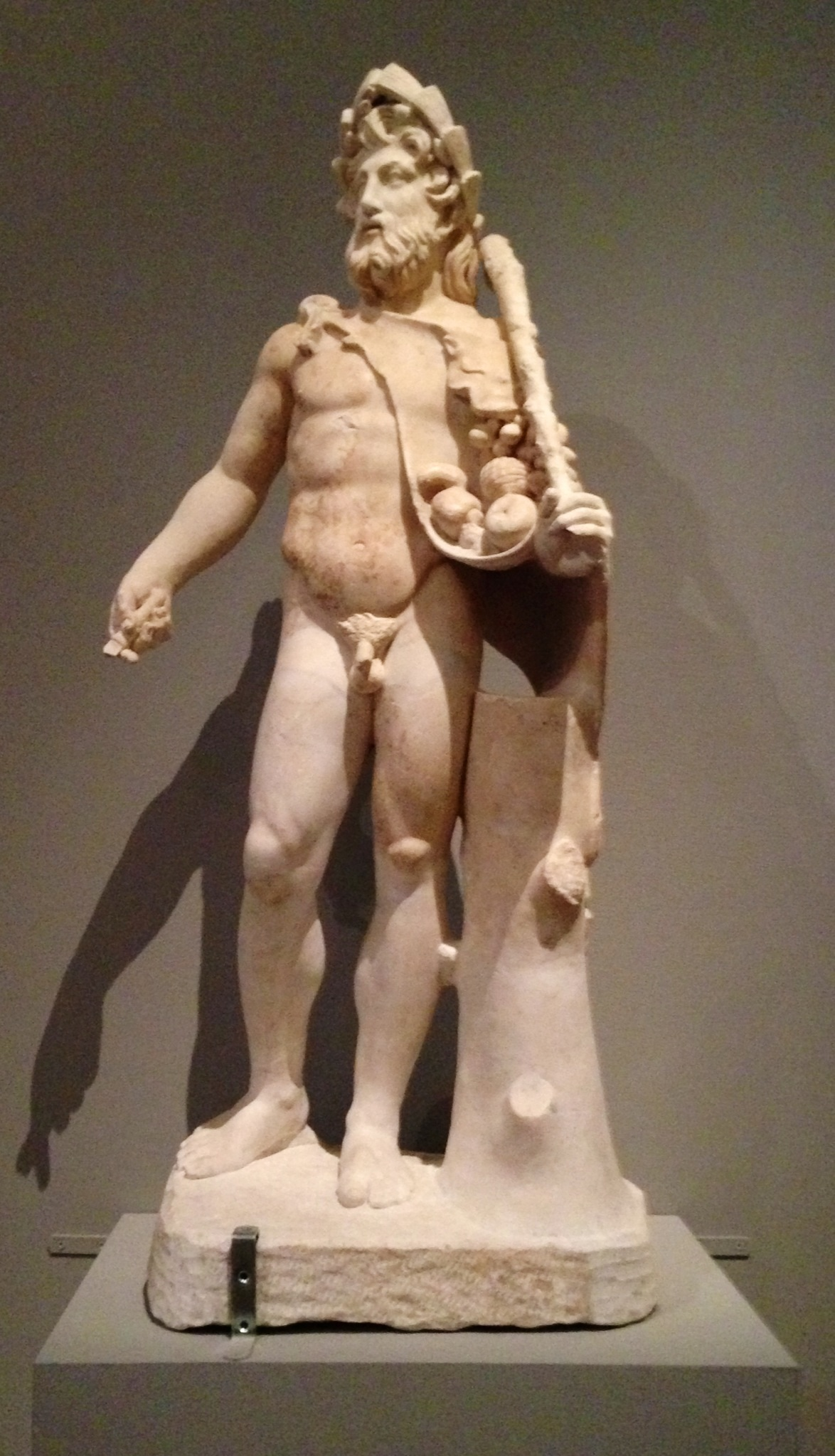
Statua di Vertumno, I-II secolo d.C.

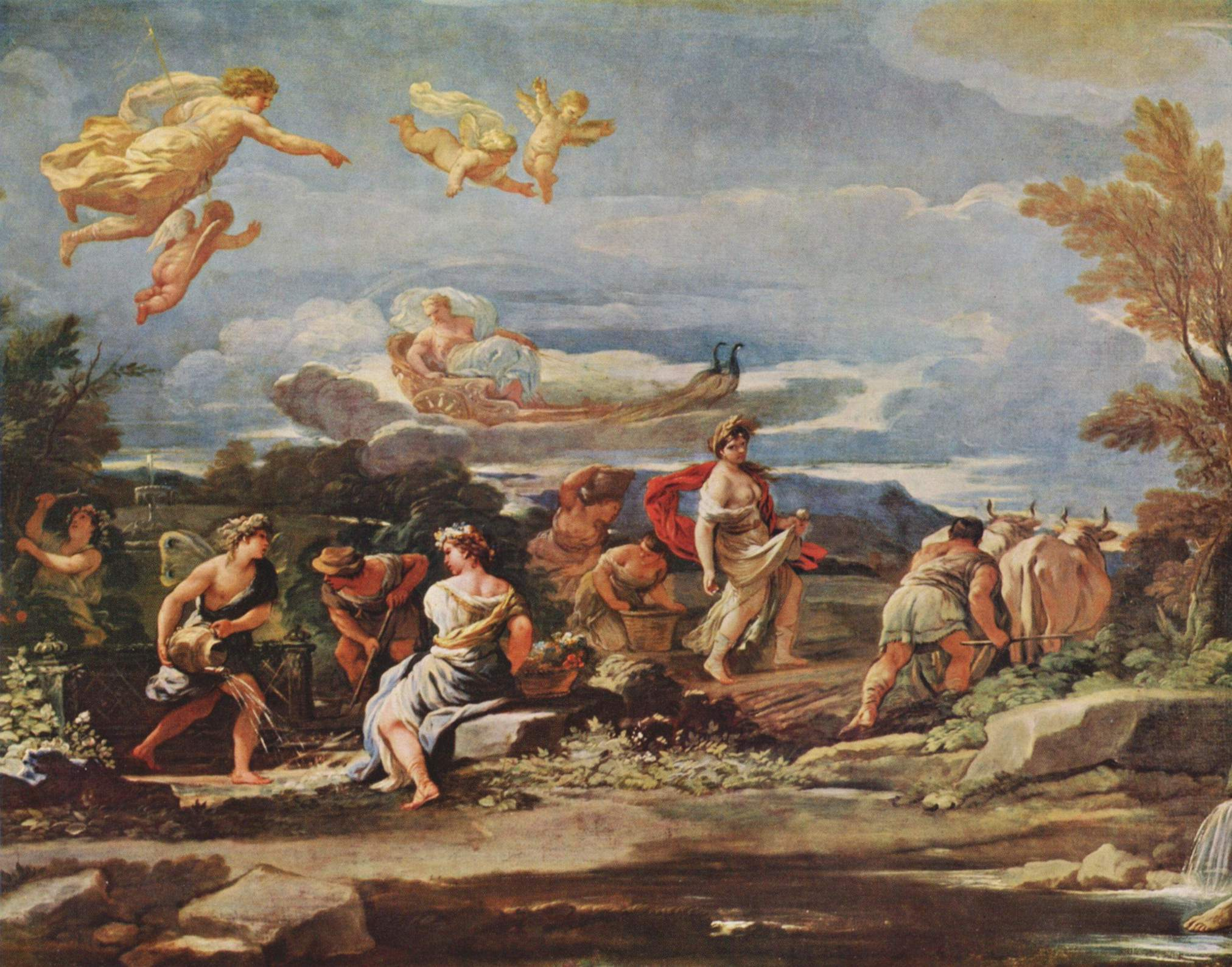
Vertumno e Pomona di Luca Giordano (1682–1683), collezione privata

Arcimboldo, L'imperatore Rodolfo II in veste di Vertumno (1591), Skoklosters slott di Stoccolma

Vertumno chiamato anche Vertunno, Vortumno, Voltumna, Veltuna o Veitha (latino Vertumnus o Vortumnus), è una divinità romana di origine etrusca (Voltumna o Veltumna).
Vertumno personificava la nozione del mutamento di stagione e presiedeva alla maturazione dei frutti. Gli si attribuiva il dono di trasformarsi in tutte le forme che voleva. Il suo nome deriva dalla stessa radice indoeuropea del verbo latino vertere (girare, cambiare; sanscrito: vártate) con le sue varie derivazioni in italiano: divertimento, perversione, verso etc.
Viene rappresentato come amante della dea Pomona probabilmente perché Vertumno era, a qualche titolo protettore della vegetazione e, più particolarmente, degli alberi da frutto.
Alcuni autori classici riferiscono una versione del mito per cui Vertumno si travestì da donna per poter avvicinare la dea Pomona. Esistono diversi dipinti che raffigurano Vertumno abbigliato con abiti femminili.
Il Veltumna etrusco fu protettore della città di Volsinii e titolare del vicino santuario federale della Lega delle dodici città etrusche (dodecapoli) (Fanum Voltumnae). Si trattava forse di un epiteto o di un aspetto del dio Tinia (a sua volta corrispondente a Giove).
Voltumna era il dio supremo della terra e patrono della città.

## Culto ed origine
Il nome Vortumnus deriva molto probabilmente dall'etrusco Voltumna. La sua formazione in latino è stata probabilmente influenzata dal verbo latino vertere che significa "cambiare", da cui la forma alternativa Vertumnus. Le etimologie antiche si basavano su somiglianze sonore spesso superficiali piuttosto che sui principi della moderna linguistica scientifica, ma riflettono le antiche interpretazioni della funzione di una divinità. Scrivendo della festa di Vesta nel suo poema sul calendario romano, Ovidio ricorda un tempo in cui il foro era ancora una palude e "quel dio, Vertumno, il cui nome si adatta a molte forme, / non era ancora chiamato dall'arginare il fiume" (averso amne).
Il culto di Vertumno arrivò a Roma intorno al 300 a.C. e un tempio a lui dedicato fu costruito sull'Aventino nel 264 a.C., data in cui Volsinii (l'etrusca Velzna) cadde sotto i Romani, cosicché il dio protettore di Volsinii fu "trasferito" (rito dell'evocatio). Anche Properzio, la principale fonte letteraria per il dio, afferma che il dio era etrusco e proveniva da Volsinii.
Properzio fa riferimento a una statua di bronzo di Vortumno realizzata dal leggendario Mamurio Veturio, a cui si attribuiscono anche i dodici scudi rituali (ancilia) dei sacerdoti di Marte, i Salii. La statua di bronzo sostituì un'antica statua di acero che si supponeva fosse stata portata a Roma ai tempi di Romolo. La statua di Vortumnus (signum Vortumni) si trovava in un semplice santuario situato presso il Vicus Tuscus, vicino al Foro Romano, ed era decorata in base all'alternarsi delle stagioni. Nel suo poema sul dio, Properzio fa parlare la statua di Vortumno in prima persona come se fosse un passante.
La base della statua fu scoperta nel 1549, forse ancora in situ, ma da allora è andata perduta. Un'iscrizione commemora un restauro della statua sotto Diocleziano e Massimiano all'inizio del IV secolo.

## Vertumno nell'epoca moderna
Il soggetto di Vertumno e Pomona attirò gli scultori e i pittori europei dal XVI al XVIII secolo, fornendo un sottotesto erotico mascherato in uno scenario che contrapponeva la bellezza femminile giovanile a una vecchia cagna. Nel raccontare la storia nelle Metamorfosi, Ovidio aveva osservato che il tipo di baci dati da Vertumno non erano mai stati dati da una donna anziana: "così il sorriso di Circe nasconde un'intenzione malvagia, e i baci bollenti di Vertumno mal si adattano al travestimento di una vecchia".

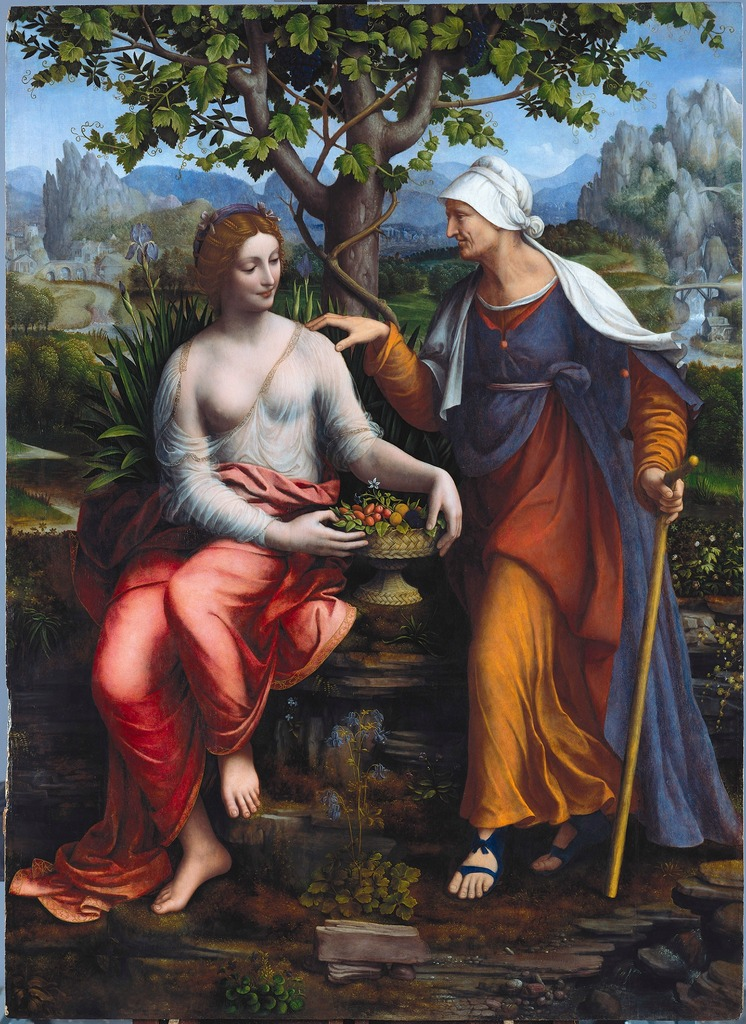
Vertumno e Pomona, dipinto realizzato da Francesco Melzi, allievo di Leonardo da Vinci.

Il soggetto fu persino tessuto in serie di arazzi con il tema generico degli amori degli dei, di cui l'arazzo di Bruxelles della metà del XVI secolo al Museo Calouste Gulbenkian di Lisbona, tessuto su cartoni attribuiti a Jan Vermeyen, deve essere tra i primi. François Boucher fornì i disegni all'arazziere Maurice Jacques della manifattura di Gobelins per una serie che comprendeva Vertumno e Pomona (1775-1778). Un tema simile di travestimento erotico si ritrova con Giove che corteggia Callisto sotto le spoglie di Diana, un esempio del quale si trova al Getty Museum.
Madame de Pompadour, che cantava bene e danzava con grazia, interpretò il ruolo di Pomona in una pastorale presentata a un piccolo pubblico a Versailles; la scultura di Jean-Baptiste Lemoyne (1760) allude all'evento.
Camille Claudel scolpì una sensuale versione in marmo di "Vertumno e Pomona" nel 1905, oggi al Museo Rodin di Parigi.
Joseph Brodsky ha scritto una poesia su Vertumno.